# 新富县
新富县是越南同奈省下辖的一个县。

## 地理
新富县北接林同省吉仙县和平福省布当县，西接永久县，西南接定贯县，东接平顺省德灵县，东北接林同省达怀县和达得县。

## 历史
1984年1月17日，富合社改制为富合市镇，增设帅儒社。
1985年2月1日，富合市镇更名为定贯市镇。
1985年12月23日，孝廉林场、马沱林场划归永安市社管辖。
1988年12月，增设得罗社、南吉仙社、祥山社、富安社。
1991年4月10日，以定贯市镇、富强社、富华社、富和社、富玉社、富足社、帅儒社1市镇6社析置定贯县。
1992年，富禄社析置茶古社、新富市镇。
1994年8月29日，富平社析置富山社和富中社，富禄社析置富盛社，富清社析置富春社，富立社析置耶来社，富林社析置清山社。
2024年9月28日，越南国会常务委员会通过决议，自2024年11月1日起，富中社并入富山社，象山社部分区域划归富立社管辖，象山社剩余区域并入南吉仙社。

## 行政区划
新富县下辖1市镇15社，县莅新富市镇。
- 新富市镇（Thị trấn Tân Phú）
- 得罗社（Xã Dak Lua）
- 南吉仙社（Xã Nam Cát Tiên）
- 富安社（Xã Phú An）
- 富平社（Xã Phú Bình）
- 富田社（Xã Phú Điền）
- 富林社（Xã Phú Lâm）
- 富立社（Xã Phú Lập）
- 富禄社（Xã Phú Lộc）
- 富山社（Xã Phú Sơn）
- 富清社（Xã Phú Thanh）
- 富盛社（Xã Phú Thịnh）
- 富春社（Xã Phú Xuân）
- 耶来社（Xã Tà Lai）
- 清山社（Xã Thanh Sơn）
- 茶古社（Xã Trà Cổ）